# Bathippus kochi
Bathippus kochi es una especie de araña saltarina del género Bathippus, familia Salticidae. Fue descrita científicamente por Simon en 1903.

## Distribución
Habita en Indonesia.